# Dumont-d’Urville-Station

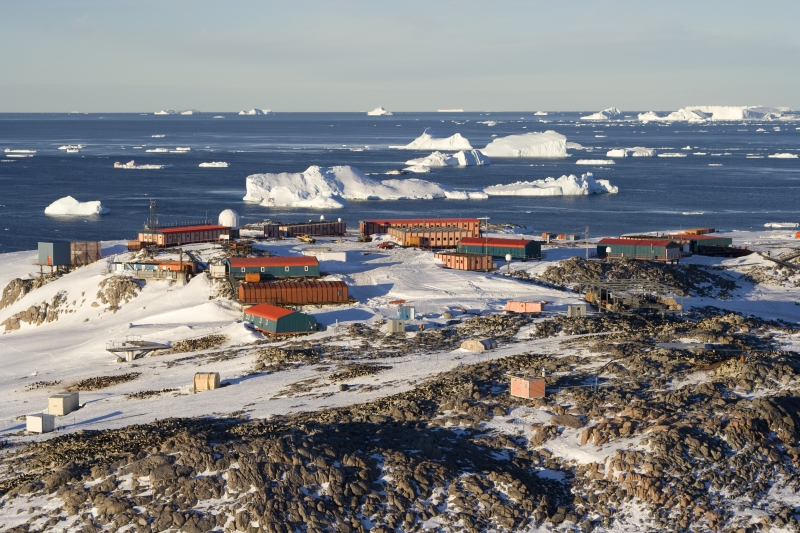
Die französische Forschungsstation Dumont d’Urville

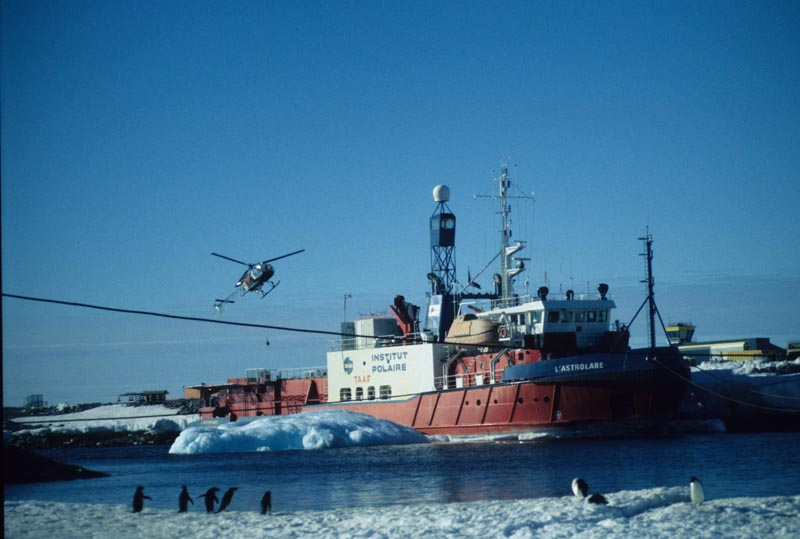
Ehemaliges Forschungsschiff L’Astrolabe

Die Dumont-d’Urville-Station (Base Dumont d’Urville) ist eine französische wissenschaftliche Station in der Antarktis auf der Pétrel-Insel im Géologie-Archipel in Adélieland. Sie ist nach dem Forscher Jules Dumont d’Urville benannt.
Sie wird durch das „Französische Polarinstitut Paul-Émile-Victor“, ein Gemeinschaftsprojekt französischer staatlicher und halbstaatlicher Institutionen, betrieben. Die Station wurde 1956 gebaut, um die rund 64 Kilometer weiter westlich gelegene Station Port-Martin zu ersetzen, die in der Nacht des 24. Januar 1952 vollständig abgebrannt war, wobei niemand verletzt wurde. Die Station Dumont d’Urville erlaubt 30 bis 40 Personen, gleichzeitig an Land zu gehen. 
Eis und starke Fallwinde verhindern häufig Landungen – sei es mit Hubschraubern oder Schlauchbooten. Es können 30 Personen überwintern, im Sommer kann sie 120 Personen aufnehmen.
Von der Dumont-d’Urville-Station wurden 1967 einige französische Forschungsraketen vom Typ Dragon gestartet.
Von Hobart in Tasmanien bringt das Forschungsschiff L’Astrolabe Vorräte und Personal zur Station. Von November bis März macht die L’Astrolabe normalerweise drei bis fünf Fahrten.
Die Dumont-d’Urville-Station war 2003 der Ausgangspunkt für die Dreharbeiten zu dem französischen Tierfilm Die Reise der Pinguine.